# William Woollett
William Woollett (15 de agosto de 1735 - 23 de mayo de 1785), grabador inglés, nacido en  Maidstone, de una familia de procedencia  neerlandesa.

## Biografía
Fue aprendiz de John Tinney, un grabador de Fleet Street, en Londres, y estudió en la academia de St Martin's Lane. Su primera plancha importante fue para la Niobe del pintor Richard Wilson, publicado por Boydell en 1761, a éste siguió en 1763 un grabado del  Faetón  del mismo pintor que hacía pareja con el anterior . A partir de Benjamin West grabó una lámina de la Batalla de La Hogue (1781), y La muerte del general Wolfe (1776), que es generalmente considerada la obra maestra de Woollett. En 1775 fue nombrado grabador del rey  Jorge III, y fue miembro de la Sociedad Incorporada de artistas, siendo su secretario durante algunos años.
Fue sustituido por John Keyse Sherwin como grabador del rey.

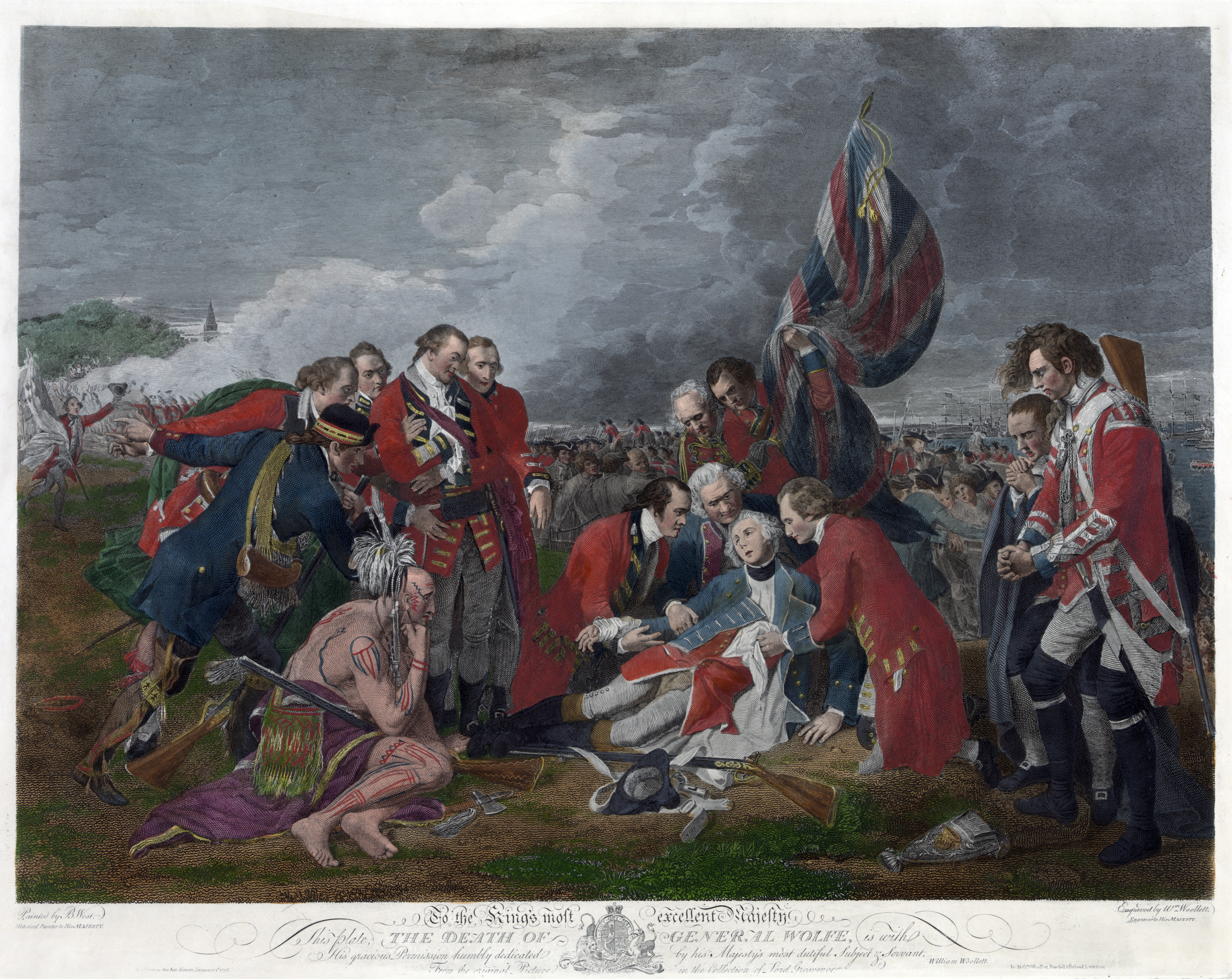
La muerte de Wolfe, grabado

En sus planchas, que unen diferentes técnicas de grabado a punzón, punta seca y buril, Woollett muestra su mayor riqueza y variedad de ejecución. En sus paisajes la representación del agua es particularmente excelente. En sus retratos y temas históricos la representación de las carnes se caracteriza por la gran suavidad y delicadeza. Sus obras se encuentran entre las grandes producciones de la escuela inglesa de grabado. Luis Fagan, en su Catálogo razonado de las obras grabadas de William Woollett (1885), enumeró 123 planchas de este grabador.